# Dresden
Dresden (AFI: [ˈdʁeːsdn̩], ouvirⓘ), ou em sua forma em português Dresda (em polaco: Drezno) é uma cidade da Alemanha, capital do estado da Saxónia. Localiza-se nas margens do rio Elba. Tem 543 825 habitantes segundo censo de 2015. Dresden é uma cidade independente (kreisfreie Stadt) ou distrito urbano (Stadtkreis), ou seja, possui estatuto de distrito (Kreis).

## História

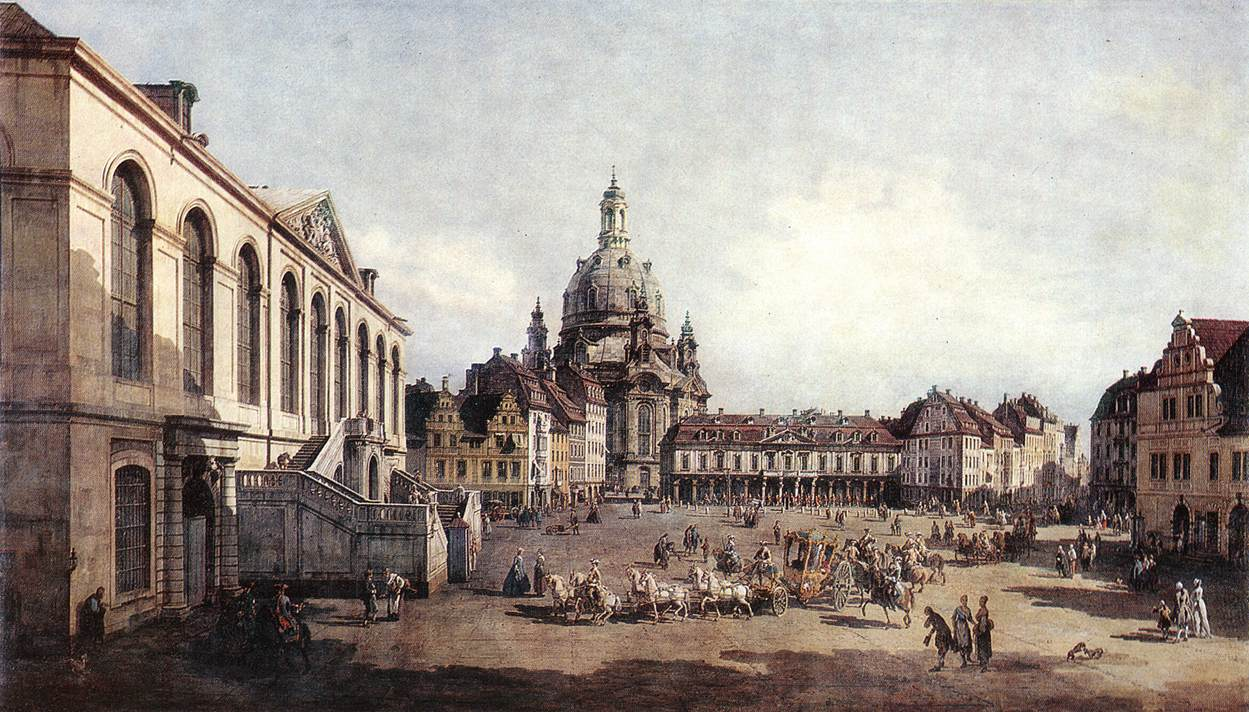
Dresda no século XVIII

Tem origem num povoado eslavo de nome Drezdane, que começou a ser germanizado no século XIII. Tem uma longa história como capital e residência real dos reis da Saxónia e é possuidora de séculos de extraordinária cultura e esplendor artístico. De 1697 a 1763, Dresden foi a cidade residencial dos reis da Polônia.
A cidade foi alvo de um controverso bombardeio durante a Segunda Guerra Mundial em 1945, onde cerca de 25 000 pessoas morreram.
Desde a reunificação Alemã, Dresden tem sido um importante centro cultural político e económico na parte este da República Federal Alemã. Em Dresden surgiu o segundo curso de Fisioterapia do mundo, em 1918, sendo o primeiro surgido na cidade de Kiel, também na Alemanha.

## Personalidades famosas
- Augusto II da Polônia – Rei da Polônia e Grão-Duque da Lituânia de 1697 a 1733, nascido em Dresden.
- Augusto III da Polônia – Rei da Polônia e Grão-Duque da Lituânia de 1733 a 1763, nascido em Dresden, enterrado na Catedral da Santíssima Trindade de Dresden.

## Esportes

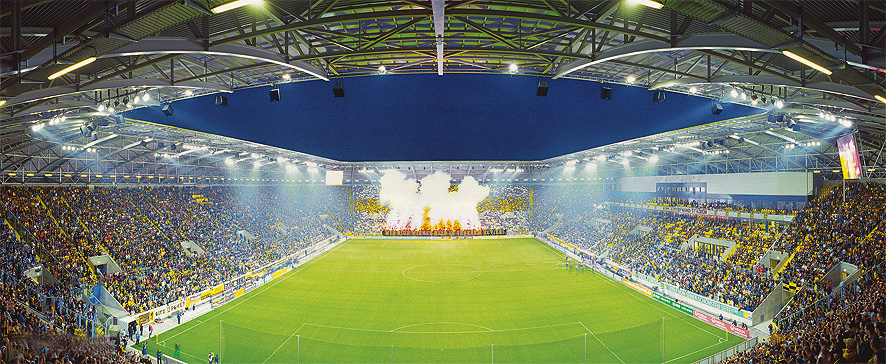
Rudolf-Harbig-Stadion.

A cidade é sede do time de futebol do Dynamo Dresden, que ganhou oito campeonatos da Alemanha Oriental, o time manda seus jogos no Rudolf-Harbig-Stadion.

## Ligações Externas
- Panorama aéreo 360° de alta resolução de Dresden
- Aeroporto de Dresden Klotzsche — horários de voos (pt/al)